# لالا دین دایال

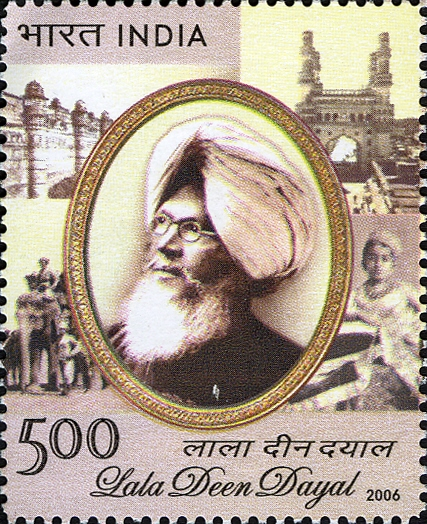
تصویر لالا دین دایال بر روی تمبر هند در سال ۲۰۰۶

لالا دین دایال یا راجا دین دایال (۱۹۰۵–۱۸۴۴) (به پنجابی:  ਲਾਲਾ ਦੀਨ ਦਯਾਲ) عکاس نامی هندوستان است. در اواسط دهه‌ هفتاد میلادی به عنوان عکاس کار خود را با افتتاح استودیویی در بمبئی و سپس حیدرآباد آغاز کرد. او در دربار محبوب‌علی‌خان آصف‌جاه پنجم یا همان نظام حیدرآباد به عنوان عکاس مشغول به فعالیت شد و سپس در سال ۱۸۸۵ به عنوان نایب السلطنه برگزیده شد. دین‌دایال در سال ۱۸۹۷ نشان حکم سلطنتی (رویال وارانت) را از ملکه ویکتوریا دریافت نمود.

## زندگی و تحصیل
دین‌دایال در ساردهانا یکی از شهرهای ایالت اوتارپرادش در خانواده‌ای که پیشه‌ی جواهر فروشی داشتند، چشم به جهان گشود.
او در سال ۱۹۶۶ در کالج مهندسی عمران (ThomasonCollege of Civil Engineering)، دوره‌های آموزش‌های فنی را گذراند.

## فعالیت
در سال ۱۸۶۶ دین‌دایال وارد کارهای دولتی شد و همزمان با کار عکاسی در دبیرخانه‌ای در شهر ایندور نیز مشغول به کار شد.
نخستین مشتری او برای عکاسی ماهاراجه تُکوجی رائوی دوم از ایالت ایندور بود که بعدها او را به عالیجناب هنری دالی که از استانداران هند مستعمره بود معرفی کرد و با تشویق همان دو بود که دین‌دایال اقدام به راه‌اندازی استودیو عکاسی در ایندور نمود.
او در سال ۱۸۶۸ استودیوی «لالا دین‌دایال و پسران» را راه‌اندازی کرد و پس از آن از سوی ماهاراجه تُکوجی و عالیجناب دالی ماموریت یافت تا از معابد و مکان‌های گوناگون هندوستان عکس بگیرد.
او در سال ۱۸۷۰ استودیوهایی در شهرهای سکندرآباد، بمبئی و ایندور راه‌اندازی کرد.
لالا دین‌دایال در سال ۱۸۸۰ به همراه عالیجناب لپل هنری گریفین در سفر به بندیل کهند از معماری‌های باستانی منطقه عکاسی کرد.
گیفین به او پیشنهاد داد تا با موضوع باستان‌شناسی به عکاسی بپردازد. نتیجه‌ی این پیشنهاد مجموعه عکسی دربرگیرنده ۸۶ عکس از بناهای بنام تاریخی هند مستعمره بود.
پس از آن او از کارهای دولتی بازنشسته شد و به صورت حرفه‌ای بر روی هنر عکاسی تمرکز کرد.

## مرگ
دین دایال در سال ۱۹۰۵ در شهر بمبئی درگذشت. پس از مرگ او، خانواده‌اش تا چند نسل بعد فعالیت استودیو را تا به امروز ادامه داده‌اند.

## میراث دین دایال
امروزه مجموعه‌های عکس او جزو گنجینه‌های مستند هند به شمار می‌آیند. مجموعه‌ بزرگی در برگیرنده عکس‌های مشهوری از خشکسالی ۱۸۷۰ که در موزه‌ی «پیبودی اسکس» در آمریکا و مجموعه‌ الکازی در دهلی‌نو می‌باشد.
در سال ۲۰۱۰ به سرپرستی جیوتیندرا جین نمایشگاهی برای مرور آثار و زندگی لالا دین‌دایال برگزار شد.

## نگارخانه

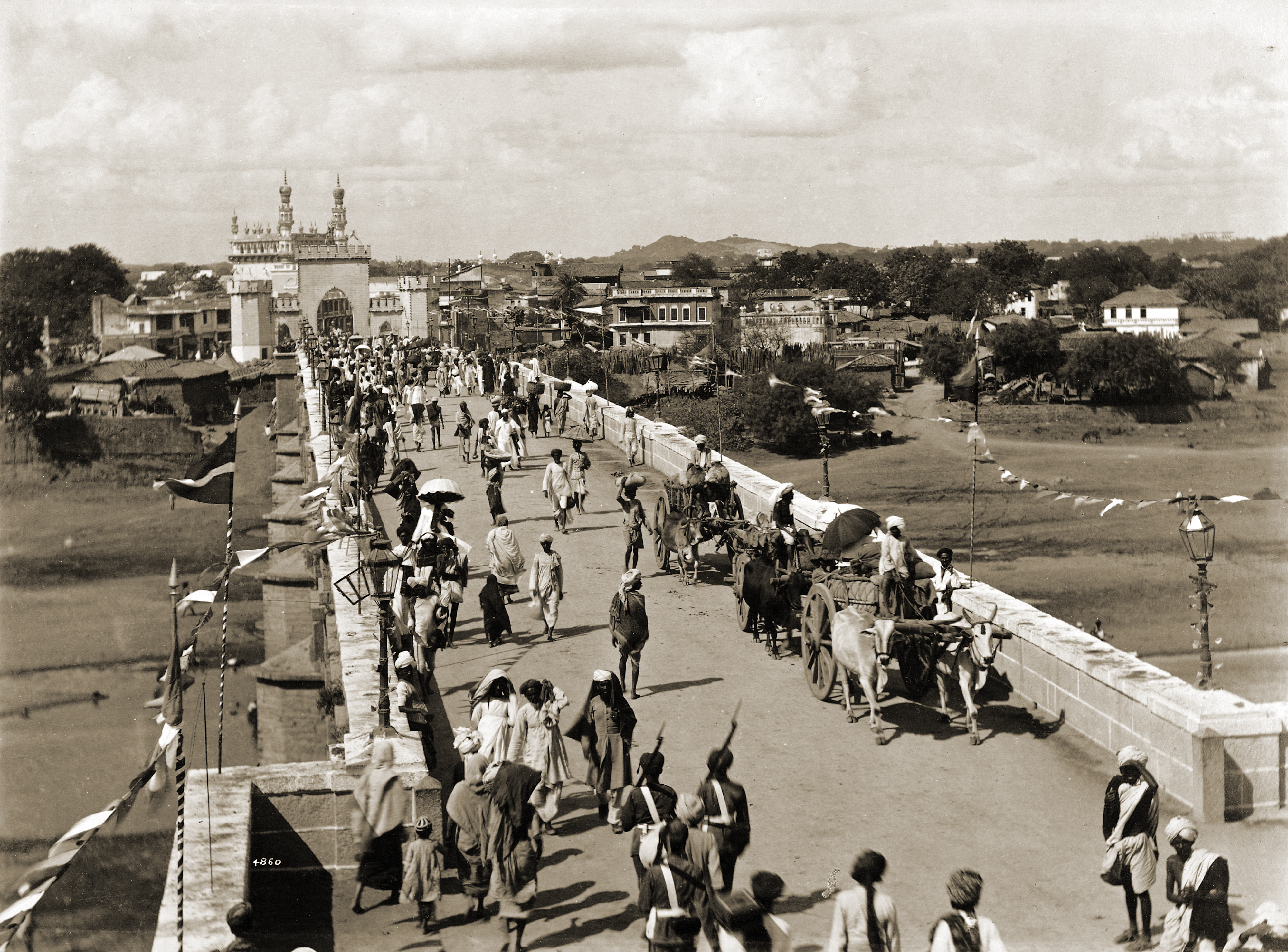
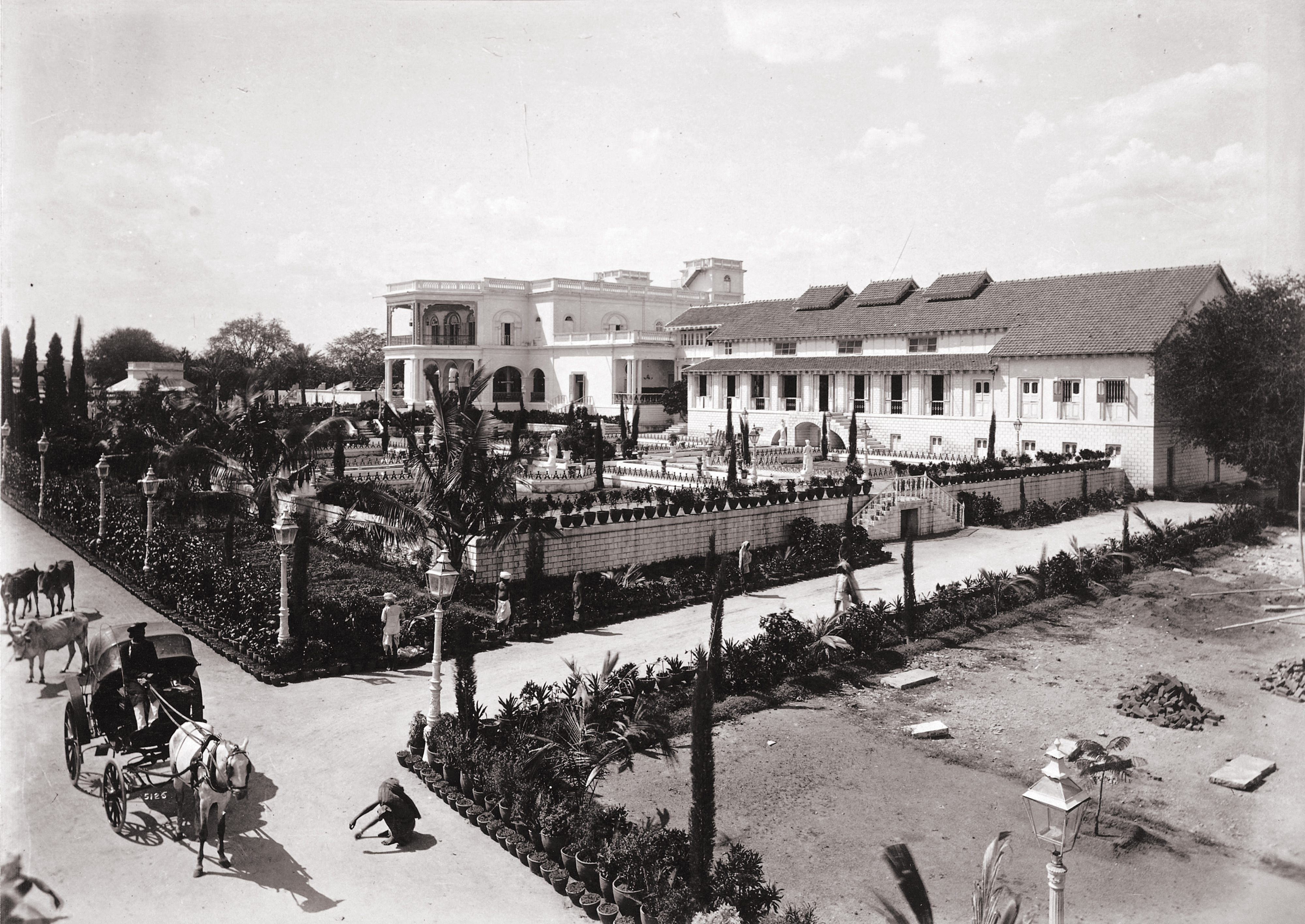
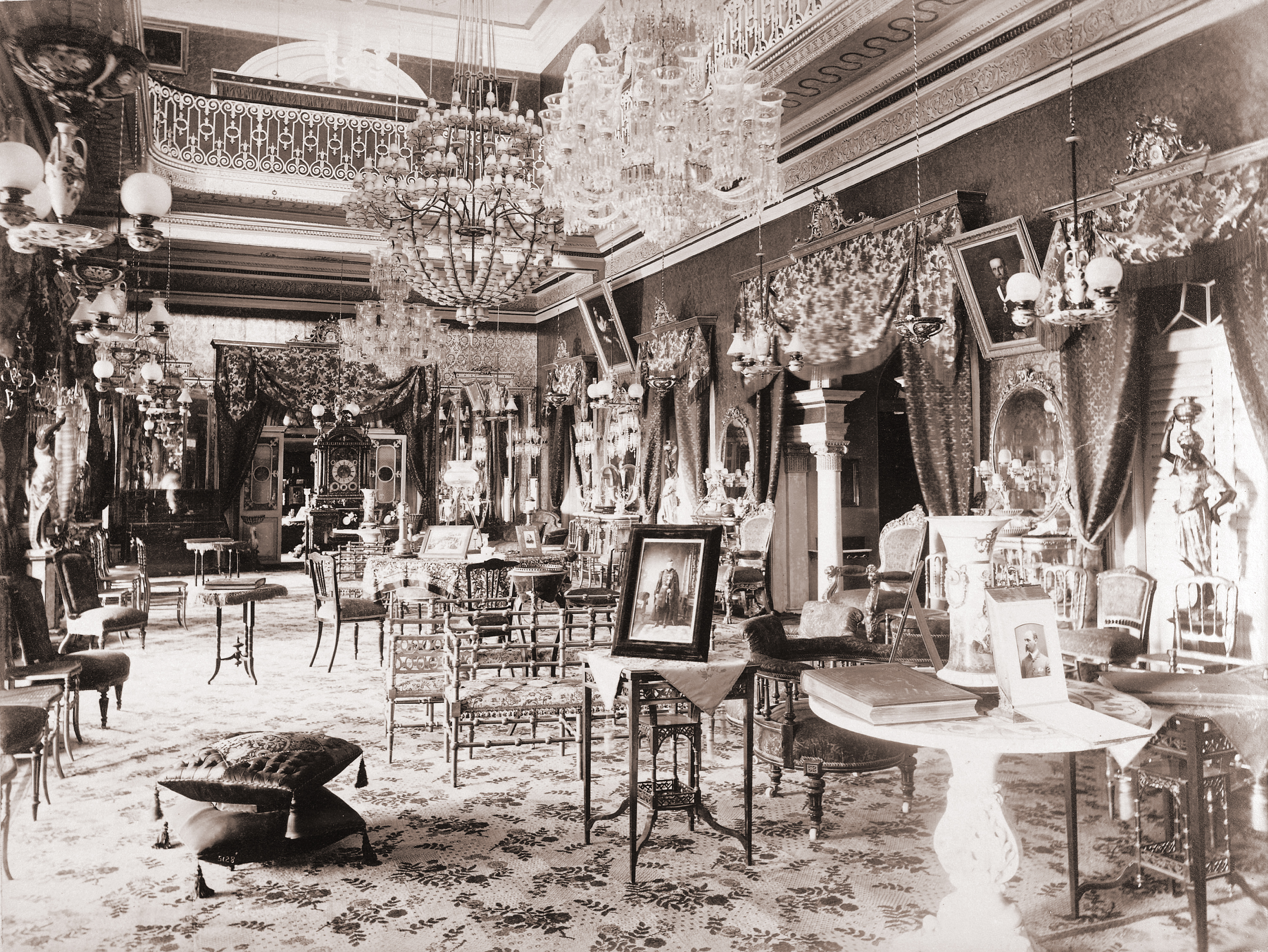
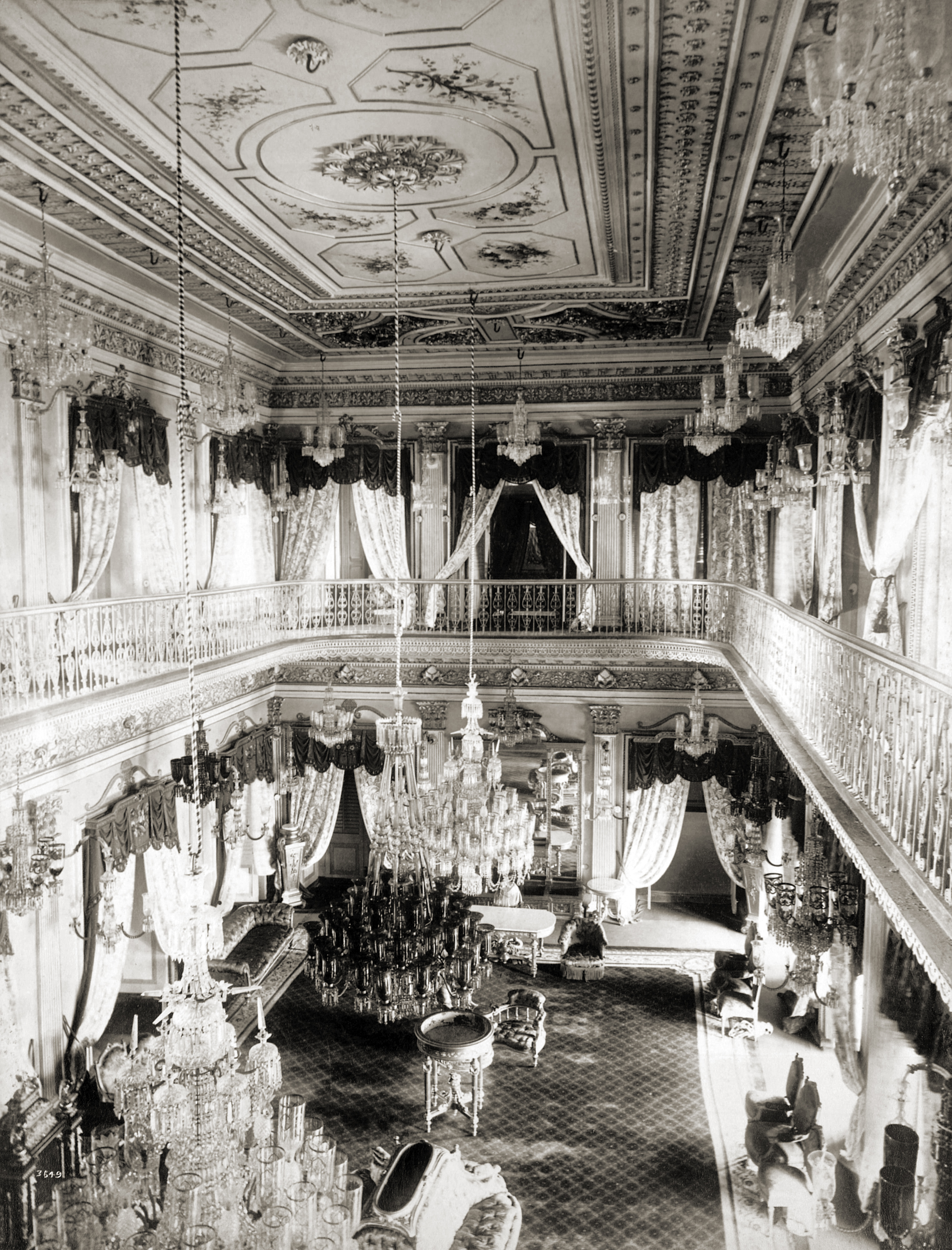
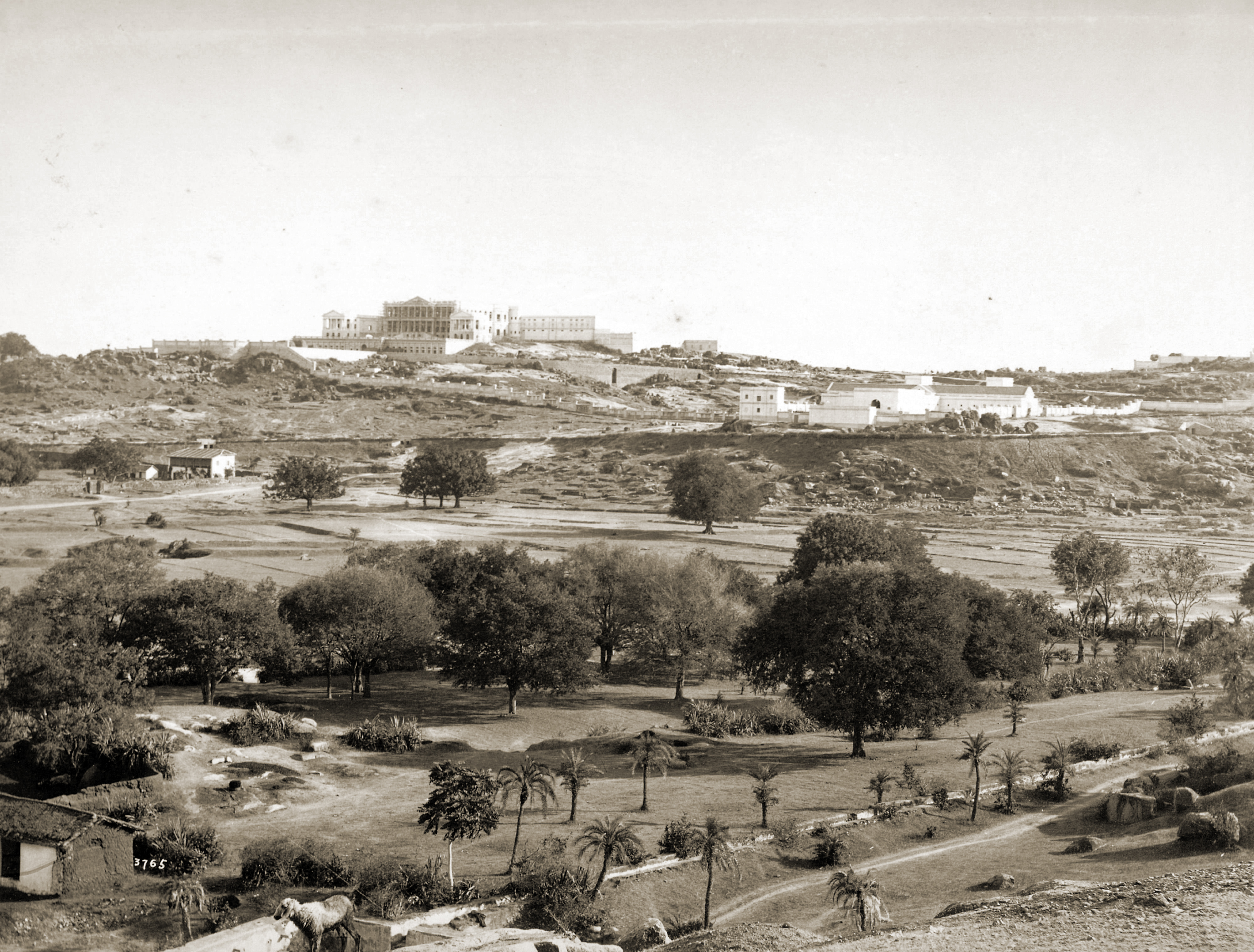
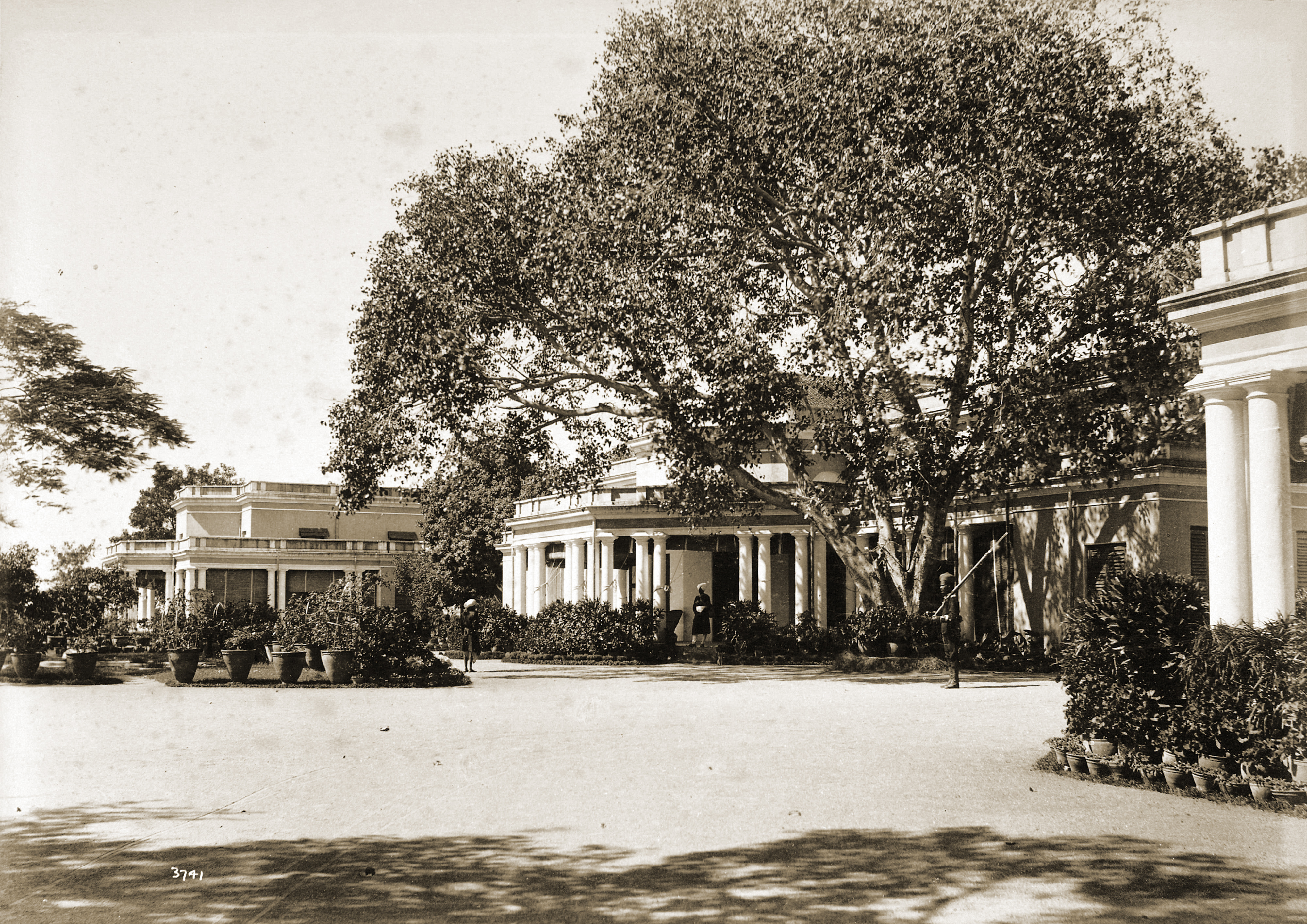